# ヒヌカン
ヒヌカンは、沖縄県や鹿児島県奄美群島で信仰される火の神（かまど神）。ウカマヌカミ、ウカマガナシー、ウミチムンなどの別称がある。本土における三法荒神（火の神・竈神）である、沖縄のお寺でもヒヌカンは三法荒神としてまつられている。

## 概要
ヒヌカンは世帯のあらゆることを司る家庭の守護神として信仰され、古くはかまどの後ろに3個の石として祀られたが、現在は台所の一角に香炉、水、塩、犬槙や榊を供えて祀るのが一般的である。
祭祀はもっぱらその家の主婦が行い、何か願いごとがあれば最初にヒヌカンを拝むほか、家族の誕生、入学、結婚、離婚、死亡などの重要事項もすべて報告し、旧暦各月の1日と15日には、米、酒、水、香を供える。
旧暦12月24日にはヒヌカンの神が、天界に登っていき、その家の人々の善行と悪行を報告する、家族の良いことと悪いことすべてを天帝に報告し、また年明けの1月4日には家に戻ってくると信じられているとされ、旧暦12月24日には御願解き、旧暦1月4日にはヒヌカンウンケーというヒヌカンの神迎えの祭祀が執り行われる。
また、分家する際は本家のヒヌカンの灰を分けて新たにヒヌカンを仕立てる。
首里城正殿南東隅には、「おせんみこちゃ」と呼ばれる部屋に、ヒヌカンが祀られ、女官らが抹香（まっこう）を焚いて拝礼した。